# Cadro
Cadro es una comuna suiza del Cantón del Tesino, situada en el distrito de Lugano, círculo de Sonvico. Limita al norte con la comuna de Sonvico y la localidad de Lugaggia (Lugano), al este con Valsolda (IT-CO), al sur con Lugano, y al oeste con Canobbio y Capriasca.

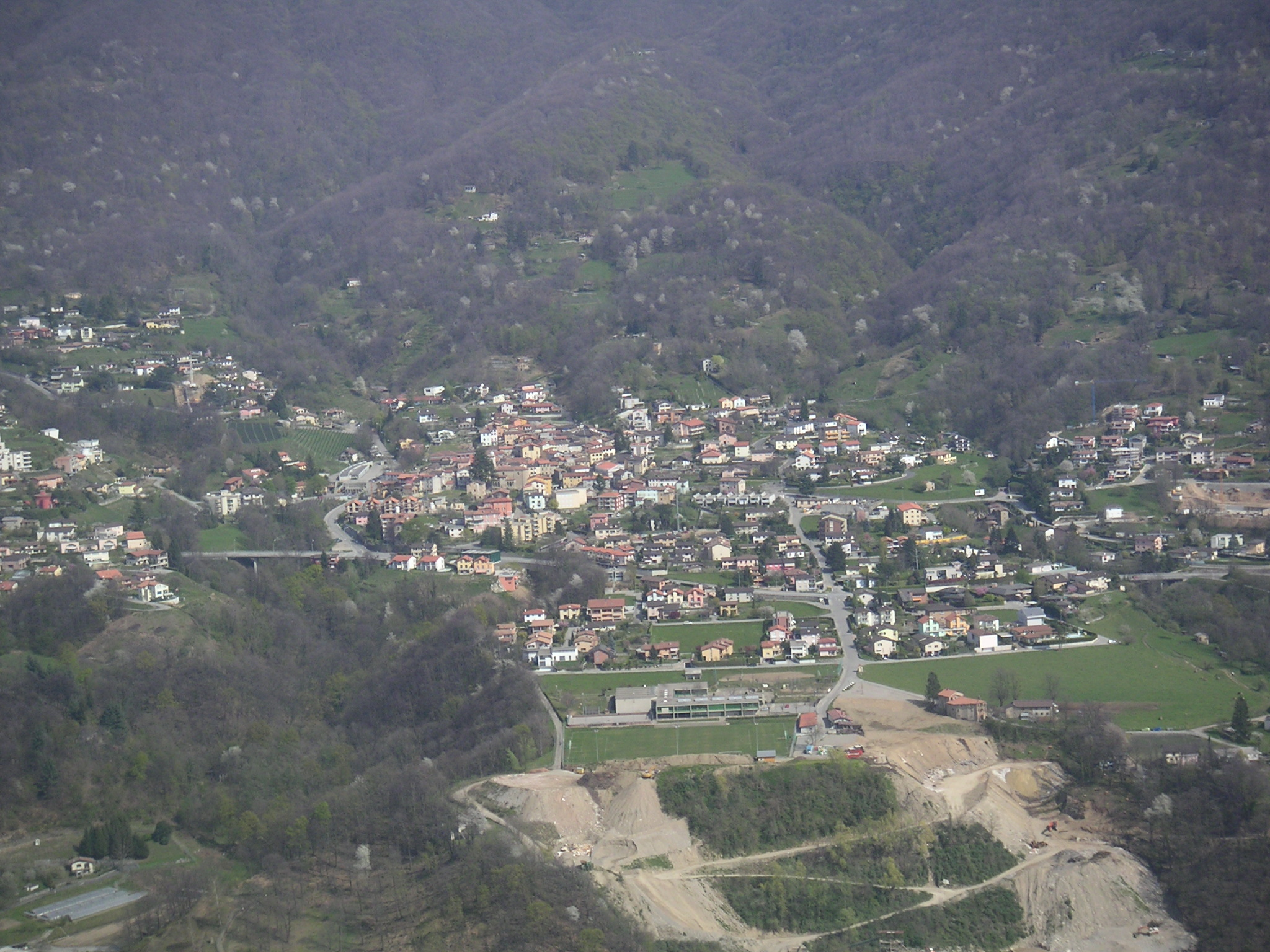
Vista aérea de Cadro.